# Foszfor-szeszkviszulfid
A foszfor-szeszkviszulfid egy szervetlen vegyület, képlete P4S3. Először Henri Sevene és Emile David Cahen használta fel 1898-ban, egy olyan gyufát alkottak foszfor-szeszkviszulfid segítségével, aminek nincsenek egészségre ártalmas hatásai, mint a korábbi gyufaalapanyagnak, a fehérfoszfornak. A foszfor-szeszkviszulfid a két kereskedelmileg gyártott foszfor-szulfid egyike. A bárhol meggyújtható gyufák fő alapanyaga.
Tisztaságtól függően a P4S3 színe a sárgászöldtől a szürkéig változó. A vegyület felfedezője G. Lemoine, nagy mennyiségben először 1898-ban a Albright and Wilson Kft. kezdte el gyártani. Feloldódik azonos mennyiségű szén-diszulfidban (CS2). A többi foszfor-szulfiddal ellentétben a foszfor-szeszkviszulfid vízben lassan hidrolizál, olvadáspontja pedig pontosan meghatározható.

## Szerkezete és szintézise
A molekula szimmetriája C3v. A tetraéderes foszfor (P4) egységeiből származtatható, amik közé három kénatom van beszúrva. A P–S és a P–P kötések hossza 2,090, illetve 2,235 Å. A foszfor-szelenid (P4Se3) és a foszfor-szeszkviszulfid szerkezete megegyezik. E két vegyületet összeolvasztva vegyes kristályokat kapunk: egyik feloldja a másikat. Magasabb hőmérsékletnek kitéve kalkogenid P4S2Se és P4SSe2 molekulák képződnek.
Előállítása vörös- vagy fehérfoszfor és kén reakciójával történik. A feleslegben maradt kén foszfor-pentaszulfid (P4S10) keletkezését eredményezi. A foszfor-szeszkviszulfid gyártásának becsült mennyisége 150 tonna volt 1989-ben.

## Felhasználása
Kálium-kloráttal keverve (és még egyéb komponensekkel együtt) bármilyen felületen meggyulladó gyufák készülnek belőle.

## Biztonság
Lobbanáspontja 100°C, óvjuk az ennél magasabb hőmérséklettől.[forrás?]

## Egészségügyi hatásai
A bárhol gyulladó gyufák fejével vagy a foszfor-szeszkviszulfiddal való érintkezés kontakt dermatitiszt okozhat. Ez általában a nadrágzseb környékén tapasztalható, de okozott már sérülést az arcon is. A hosszú ideig tartó kitettség a mindenütt meggyújtható gyufa (foszfor-szeszkviszulfidot tartalmazó) csúcsával visszatérő, erős dermatitiszhez vezet az arcon és a szemek körül. Foghullásra is volt már példa a foszformérgezés következtében.

## Fordítás
Ez a szócikk részben vagy egészben  a   Phosphorus sesquisulfide című angol Wikipédia-szócikk ezen változatának fordításán alapul.  Az eredeti cikk szerkesztőit annak laptörténete sorolja fel. Ez a jelzés csupán a megfogalmazás eredetét és a szerzői jogokat jelzi, nem szolgál a cikkben szereplő információk forrásmegjelöléseként.